# Batzendorf
Batzendorf település Franciaországban, Bas-Rhin megyében. Lakosainak száma 968 fő (2022. január 1.). Batzendorf Rottelsheim, Berstheim, Haguenau, Hochstett, Niederschaeffolsheim, Schweighouse-sur-Moder, Wahlenheim és Wintershouse községekkel határos.

## Népesség
A település népességének változása:
| Lakosok száma | 963  | 992  | 1013 | 988  | 983  | 978  | 984  | 983  | 968  |
|               | 2013 | 2015 | 2016 | 2017 | 2018 | 2019 | 2020 | 2021 | 2022 |